# Efraín Goldenberg
Efraín Goldenberg Schreiber (Talara, 28 de diciembre de 1929) es un empresario, funcionario, diplomático y político peruano. Fue presidente del Consejo de Ministros, ministro de Economía y ministro de Relaciones Exteriores durante el gobierno de Alberto Fujimori.

## Biografía
Hijo de Charna Schreiber y Aron Goldenberg, emigrantes judíos.
Hizo sus estudios en el Colegio Anglo Peruano (hoy Colegio San Andrés).
Cursó estudios de Humanidades y Leyes en la Universidad Nacional Mayor de San Marcos en Lima de 1946 a 1952.

### Ámbito político
El 27 de agosto de 1993, asumió como ministro de Relaciones Exteriores, reemplazando al canciller Óscar de la Puente. Tras la renuncia del primer ministro Alfonso Bustamante, el 17 de febrero de 1994, juró como presidente del Consejo de Ministros del Perú, cargo que ocuparía hasta el 27 de julio de 1995, manteniendo la cartera de Relaciones Exteriores. Su gabinete fue el último del primer gobierno fujimorista.
El 10 de octubre de 1999, fue nombrado ministro de Economía y Finanzas, jurando días después. Fue el último ministro de ese ramo del segundo gobierno de Fujimori.
Al final del gobierno de Fujimori, fue acusado de enriquecimiento ilícito en agravio del Estado por la suma de mil millones de euros. Está acusado de delitos económicos y financieros cometidos entre los años 1990 y 2001.
Escapó de la persecución al huir a los Estados Unidos. En última instancia, sin embargo, la investigación no fue continuada por la Corte Suprema de Justicia de la República del Perú.

### Ámbito empresarial
Cumplió un importante rol en el campo empresarial como presidente de la Sociedad Nacional de Pesquería y como director del Fondo para la Promoción de Exportaciones.
| Predecesor: Óscar de la Puente Raygada    | Ministro de Relaciones Exteriores del Perú 27 de agosto de 1993 a 27 de julio de 1995    | Sucesor: Francisco Tudela Van Breugel-Douglas |
| Predecesor: Alfonso Bustamante Bustamante | Presidente del Consejo de Ministros del Perú 17 de febrero de 1994 a 27 de julio de 1995 | Sucesor: Dante Córdova                        |
| Predecesor: Víctor Joy Way                | Ministro de Economía y Finanzas del Perú 15 de octubre de 1999 a 27 de julio de 2000     | Sucesor: Carlos Boloña Behr                   |